# Ceroplesis capensis
Ceroplesis capensis är en skalbaggsart som först beskrevs av Carl von Linné 1764.  Ceroplesis capensis ingår i släktet Ceroplesis och familjen långhorningar. Inga underarter finns listade i Catalogue of Life.